# The Fragile
Pour les articles homonymes, voir Fragile.
Albums de Nine Inch Nails
The Downward Spiral
(1994) With Teeth
(2005)
The Fragile est le troisième album du groupe américain de rock industriel Nine Inch Nails, paru le 21 septembre 1999. 

## Description
Il contient deux disques. Cet album a été reçu de diverses manières par les fans du groupe. Certains lui reprochent d'être « mou » et de perdre en intensité par la présence de deux CD. Pour d'autres, Trent Reznor livre ici une version plus personnelle et aboutie de sa musique.
Les deux disques sont fondés sur l'opposition violence/calme, des riffs de guitare agressifs et saturés en contraste avec la voix de Trent Reznor, fragile et définitivement plus humaine que sur les albums précédents. Ce qui contribue à rendre The Fragile plus intimiste. 
Dans le même sens, Trent Reznor met de côté les machines et les bruitages, pour laisser la place aux instruments à cordes et à leur imperfection. 

## Historique
Nine Inch Nails revient en 1999 avec le double album The Fragile, plus orienté piano et électronique et beaucoup plus mûr selon certains. L'album est une semi-déception commerciale : il démarra 1er au Billboard, avec 25 000 albums de vendus avant de chuter à la 16e place la semaine suivante. 
L'album a été en janvier 2000 certifié double disque de platine aux États-Unis, avec 2 millions de copies vendues, ce qui représente deux fois moins que pour The Downward Spiral. Plusieurs singles sont sortis pour cet album : Into the void en Australie, The day the world went away aux États-Unis et We're in this together en Europe. Un album de remix, Things Falling Apart est sorti l'année suivante.
On retrouve ces oppositions notamment dans le clip de The Day the Whole World Went Away:
- Couleurs chaudes / couleurs froides
- Diamant / charbon
- 1re partie faite en studio/ 2e tirée d'un concert

La pochette représente le premier contraste de l'album, un gris froid et un rouge qui cache en partie le nom du groupe.

## Une orientation vers la souffrance
C'est un album très sombre et difficile à aborder « il faut oublier ce que j'ai pu enregistrer avant, l'écouter d'une traite, très attentivement, et en définitive, je l'espère, peut-être sentir qu'il a quelque chose de spécial » a dit Trent Reznor[Où ?]. Aux yeux de la maison de disques, The Fragile a été un semi échec commercial. Trent Reznor a, lui, été agréablement surpris par les ventes, avant sa sortie il disait « …personne ne l'aimera, au point que ça en sera ridicule, et s'il n'en était pas autrement, je ne le ferais pas »[réf. nécessaire].
Reznor y a dépeint sa douleur, on peut le considérer comme un album concept dont le fil conducteur serait « le mal-être » : « Il n'existait pas de grand disque d'alternative au suicide… jusqu'à aujourd'hui » (Spin Magazine). 
On y retrouve les habituelles interrogations et les tortures mentales, mais légèrement adoucies, comme si cet album avait fait office de thérapie « le processus de création de ce disque m'a aidé à dépasser la crise »[réf. nécessaire]. 

## Liste des pistes
1. Somewhat Damaged
2. The Day The World Went Away
3. The Frail
4. The Wretched
5. We're In This Together
6. The Fragile
7. Just Like You Imagined
8. Even Deeper
9. Pilgrimage
10. No, You Don't
11. La Mer
12. The Great Below
13. The Way Out Is Through
14. Into The Void
15. Where Is Everybody?
16. The Mark Has Been made
17. Please
18. Starfuckers, Inc.
19. Complication
20. I'm Looking Forward to Joining You, Finally
21. The Big Come Down
22. Underneath It All
23. Ripe (With Decay)

## Un double album, une toile musicale
Plus encore que sur l'album précédent The Downward Spiral, Trent Reznor fait en sorte de relier certains morceaux entre eux, et crée ainsi une véritable cohérence de l'album, où les chansons se répondent les unes aux autres. Ainsi, le motif mélodique et cyclique de La Mer est repris en légère introduction sur Into The Void, avec des instruments bien différents.
Ce même motif est repris, plus tôt et plus lentement, à la fin du morceau We're in This Together, dans une autre tonalité. 
La symétrie entre La Mer et Into the Void est d'autant plus totale que la ligne de basse soutenue d'Into the Void est reprise également dans La Mer.
Par ailleurs, la délicate mélodie au piano de The Frail est reprise aux lourdes guitares à la fin de The Fragile.
Un autre clin d’œil est fait dans la chanson-bonus du CD live And All That Could Have Been (chanson éponyme), où est repris un motif mélodique de The Great Below.

### The Fragile: Deviations 1
À la fin de 2016, The Fragile: Deviations 1 |30 est sorti en vinyle.
Tous les titres sont dépourvus de chant et agrémentés de pistes supplémentaires.
| 1. | Somewhat Damaged (Instrumental)            | 4:53 |
| 2. | The Day the World Went Away (Instrumental) | 5:29 |
| 3. | The Frail (Alternate version)              | 1:46 |
| 4. | The Wretched (Instrumental)                | 6:00 |

| 1. | Missing Places                             | 1:26 |
| 2. | We're in This Together (Instrumental)      | 6:50 |
| 3. | The Fragile (Instrumental)                 | 4:48 |
| 4. | Just Like You Imagined (Alternate version) | 3:46 |
| 5. | The March (Instrumental)                   | 3:42 |

| 1. | Even Deeper (Instrumental)     | 6:19 |
| 2. | Pilgrimage (Alternate version) | 3:04 |
| 3. | One Way to Get There           | 2:44 |
| 4. | No, You Don't (Instrumental)   | 3:16 |
| 5. | Taken                          | 3:35 |

| 1. | La Mer (Alternate version)            | 4:54 |
| 2. | The Great Below (Instrumental)        | 5:25 |
| 3. | Not What It Seems Like (Instrumental) | 3:30 |
| 4. | White Mask                            | 3:22 |
| 5. | The New Flesh (Instrumental)          | 3:40 |

| 1. | The Way Out Is Through (Alternate version) | 4:26 |
| 2. | Into the Void (Instrumental)               | 4:44 |
| 3. | Where Is Everybody? (Instrumental)         | 4:55 |
| 4. | The Mark Has Been Made (Alternate version) | 4:44 |

| 1. | Was It Worth It? (Instrumental) | 5:03 |
| 2. | Please (Instrumental)           | 3:30 |
| 3. | +Appendage (Instrumental)       | 3:19 |
| 4. | Can I Stay Here? (Instrumental) | 4:25 |
| 5. | 10 Miles High (Instrumental)    | 5:16 |

| 1. | Feeders                          | 2:02 |
| 2. | Starfuckers, Inc. (Instrumental) | 5:33 |
| 3. | Complication (Alternate version) | 2:55 |
| 4. | Claustrophobia Machine (Raw)     | 2:39 |
| 5. | Last Heard From                  | 2:06 |

| 1. | I'm Looking Forward to Joining You, Finally (Instrumental) | 4:17 |
| 2. | The Big Come Down (Instrumental)                           | 4:05 |
| 3. | Underneath It All (Instrumental)                           | 3:21 |
| 4. | Ripe (With Decay) (Instrumental)                           | 7:35 |

## Certifications
| Pays                  | Certification | Date       | Unités certifiées |
| --------------------- | ------------- | ---------- | ----------------- |
| Canada (Music Canada) | 2 × Platine   | 19/01/2000 | 200 000           |
| États-Unis (RIAA)     | 2 × Platine   | 04/01/2000 | 2 000 000         |
| Royaume-Uni (BPI)     | Argent        | 22/07/2013 | 60 000            |